# Antonio Staglianò
Antonio Staglianò (Isola di Capo Rizzuto, 14 de junho de 1959) é um bispo católico italiano, presidente da Pontifícia Academia de Teologia e bispo emérito de Noto desde 6 de agosto de 2022 e reitor da Basílica de Santa Maria em Montesanto desde novembro de 2024.
Foi ordenado sacerdote em 20 de outubro de 1984 e incardinado na Diocese de Crotone. Trabalhou principalmente como pároco, foi também, inter alia, capelão das virgens consagradas (1991-1998), docente na Pontifícia Universidade Gregoriana (1994-2002) e vigário episcopal para a cultura (2007-2009).
Em 22 de janeiro de 2009, o Papa Bento XVI o nomeou Ordinário da diocese de Noto. Foi ordenado bispo em 19 de março de 2009 em Crotonepelo Cardeal Camillo Ruini. Os co-consagradores foram o Arcebispo de Crotone-Santa Severina, Domenico Graziani, seu antecessor como Bispo de Noto, Mariano Crociata, o Arcebispo de Palermo, Paolo Romeo, e o Arcebispo de Reggio Calabria-Bova, Vittorio Luigi Mondello.